# Metachromasie
Metachromasie is een histologische kleuring, waarbij het gekleurde object een andere kleur krijgt dan dat van de gebruikte kleurstof. De kleurstof bindt zich aan zogenoemde chromotropen. Als er geen kleurverandering optreedt wordt dit orthochromasie genoemd.
Zo wordt slijmstof violet en kraakbeen roze gekleurd door de blauwe kleurstof toluïdine blauw. De mogelijkheid van een weefsel, van cellen of intercellulairestoffen om met zo'n kleuring te reageren wordt metachromotropie genoemd. Fysisch treedt bij de metachromasie een verschuiving van het absorptiemaximum op, waardoor het langgolvige deel van het zichtbaar spectrum versterkt wordt weergegeven.

## Geschiedenis
Sinds 1875 wordt metachromasie bestudeerd door  Cornil, Ranvier en anderen. De Duitse wetenschapper Paul Ehrlich (1854-1915) gaf het verschijnsel de naam metachromasie en bestuurde het verschijnsel uitvoeriger. De Belgische histoloog Lucien Lison bestudeerde het verschijnsel tussen 1933 en 1936 en stelde de waarde vast voor het bepalen van de quantitieve hoeveelheid aan sulfaatesters met een hoge moleculaire massa. Hij bestudeerde ook de metachromasie van nucleïne zuren.

## Mechanisme
Het mechanisme achter metachromasie is de aanwezigheid van polyelektrolyten in het object. Wanneer het object gekleurd wordt met een basische kleuroplossing, zoals toluidine-blauw, de kleurmoleculen dimere en polymere aggregaten vormen. De absorptie eigenschappen verschillen van deze aggregaten met die van de losse kleurmoleculen. Cellen en weefsels met hoge concentraties van geïoniseerde sulfaat- en fosfaatgroepen, zoals kraakbeen, heparine bevattende granulen in mestcellen en ruw endoplasmatisch reticulum in plasmacellen vertonen metachromasie. Toluïdineblauw kleurt purper tot rood wanneer het deze objecten kleurt.